# Mala prutka
Mala prutka (Actitis hypoleucos) je malena močvarica koja s Actitis macularia čini rod Actitis. Zabilježena je hibridizacija između ove dvije vrste.

## Opis
Odrasle ptice su duge 18-20 cm, s rasponom krila od 32-35 cm. Imaju sivkastosmeđi gornji dio tijela, bijeli donji dio tijela, kratke tamnožućkaste noge i stopala i kljun s blijedom bazom i tamnim vrhom. Zimsko perje je im je bljeđe i imaju više izražene pruge na krilima, iako je to opet vidljivo samo iz blizine. Mladunci su više isprugani odozgo, a perje na krilima im je više oker boje. 
Ova vrsta je vrlo slična vrsti A. macularia van sezone parenja, u uobičajenom perju. Međutim, tamnija stopala i drugačije pruge na krilima (koje se može vidjeti u letu) je izdaju, i, naravno, rijetko se nađe u arealu A. macularia.

## Ponašanje
To je društvena ptica i viđa se u velikim jatima. Ima prepoznatljiv let s ukočenim krilima, nisko iznad vode. Živi u većini umjerene i suptropske Europe i Azije. Zimi se seli u Afriku, južnu Aziju i Australiju. Istočni rub selidbenog puta prelazi preko Palaua, gdje se okupljaju stotine ptica.
Mala prutka traži hranu pomoću vida na tlu ili u plitkoj vodi. Kupi malene beskralježnjake poput kukaca, ljuskara i drugih beskralježnjaka, a može čak i uhvatiti kukce u letu. Na Nukumanu jeziku ovu vrstu obično zovu tiritavoi. Postoji i drugi naziv za nju, matakakoni, ali se smatra tabuom koristiti ga dok su žene i djeca u blizini. Razlog za to je zato što to znači "ptica koja malo hoda, a onda se pari". 
Gnijezdi se na tlu blizu slatkih voda. Kada su ugroženi, mladunci se ponekada uhvate za tijelo roditelja koji onda odleti do sigurnog mjesta. 
Rasprostranjena je i česta vrsta, i zato ima status najmanje zabrinutosti (lc).

## Drugi projekti
|  | Zajednički poslužitelj ima još gradiva o temi mala prutka |
|  | Wikivrste imaju podatke o taksonu maloj prutki            |